# ناتالیا تئودوریدو
ناتالیا تئودوریدو (انگلیسی: Natalia Theodoridou؛ زادهٔ) نویسنده اهل یونان است.
وی همچنین برندهٔ جوایزی همچون برنامه فولبرایت شده‌است.